# Chiesa di Sant'Eligio (Foggia)
La chiesa di Sant'Eligio, di cui la iniziale intitolazione era chiesa di Santa Maria di Loreto è una chiesa di Foggia.
Di una facciata, senza un vero e proprio stile architettonico, fu costruita nel XVI secolo all'inizio del tratturo Foggia-L'Aquila.
Al suo interno ha una sola navata ed una cripta. Nella cappella della Madonna del Buon Consiglio, all'interno della Chiesa, vi è una tela ottocentesca della suddetta Madonna.
Vi sono dei festeggiamenti il 22 maggio, festa di Santa Rita da Cascia. Fuori dalla chiesa si collocano venditori di immagini di Santa Rita o di rose.